# Gladiolus aequinoctialis
Gladiolus aequinoctialis là một loài thực vật có hoa trong họ Diên vĩ. Loài này được Herb. miêu tả khoa học đầu tiên năm 1842.